# Championnats d'Europe de natation 1991
Navigation
Bonn 1989 Sheffield 1993
La 20e édition des Championnats d'Europe de natation se déroule du 18 au 25 août 1991 à Athènes en Grèce. Le pays accueille pour la première fois ce rendez-vous organisé par la Ligue européenne de natation. Les compétitions de quatre disciplines de la natation — natation sportive, natation synchronisée, plongeon et water polo — sont organisées au Centre aquatique d'Athènes, qui sera utilisé treize ans plus tard pour accueillir les épreuves de natation des Jeux olympiques d'été de 2004.
Avec 24 médailles dont 16 en or, l'Union soviétique domine le tableau des médailles bien que l'Allemagne remporte le plus de médailles avec 29 récompenses. En natation sportive, les deux seuls records du monde sont battus par la dossiste hongroise Krisztina Egerszegi. Le record que la sportive établit sur 200 m dos — 2 min 6 s 62 — constituera la meilleure marque de l'histoire pendant 16 ans et demi avant que la Zimbabwéenne Kirsty Coventry ne l'améliore en 2008.

## Résultats

### Natation sportive

#### Hommes
| Épreuve                | Médaille d'or                                                                                        | Médaille d'argent                                                                       | Médaille de bronze                                                                |
| Nage libre             | |                                                                                         |                                                                                   |
| 50 m                   | Nils Rudolph Allemagne 22 s 33                                                                       | Gennadiy Prigoda Union soviétique 22 s 44                                               | Mike Fibbens Royaume-Uni Vladimir Tkazenko Union soviétique 22 s 72               |
| 100 m                  | Alexander Popov Union soviétique 49 s 18 – RE égalé                                                  | Nils Rudolph Allemagne 49 s 52                                                          | Giorgio Lamberti Italie 49 s 57                                                   |
| 200 m                  | Artur Wojdat Pologne 1 min 48 s 10                                                                   | Giorgio Lamberti Italie 1 min 48 s 15                                                   | Roberto Gleria Italie 1 min 48 s 73                                               |
| 400 m                  | Evgeni Sadovyi Union soviétique 3 min 49 s 02                                                        | Artur Wojdat Pologne 3 min 49 s 09                                                      | Giorgio Lamberti Italie 3 min 50 s 46                                             |
| 1 500 m                | Jörg Hoffmann Allemagne 15 min 2 s 57                                                                | Ian Wilson Royaume-Uni 15 min 3 s 72                                                    | Sebastian Wiese Allemagne 15 min 14 s 30                                          |
| Dos                    | |                                                                                         |                                                                                   |
| 100 m                  | Martín López-Zubero Espagne 55 s 30                                                                  | Dirk Richter Allemagne 56 s 04                                                          | Franck Schott France 56 s 29                                                      |
| 200 m                  | Martín López-Zubero Espagne 1 min 58 s 66                                                            | Dirk Richter Allemagne Vladimir Selkov Union soviétique 2 min 0 s 18                    | —                                                                                 |
| Brasse                 | |                                                                                         |                                                                                   |
| 100 m                  | Norbert Rózsa Hongrie 1 min 1 s 49                                                                   | Adrian Moorhouse Royaume-Uni 1 min 1 s 89                                               | Gianni Minervini Italie 1 min 2 s 41                                              |
| 200 m                  | Nick Gillingham Royaume-Uni 2 min 12 s 55                                                            | Norbert Rózsa Hongrie 2 min 12 s 58                                                     | Sergio López Miró Espagne 2 min 13 s 40                                           |
| Papillon               | |                                                                                         |                                                                                   |
| 100 m                  | Vyacheslav Kulikov Union soviétique 54 s 22                                                          | Martín López-Zubero Espagne 54 s 30                                                     | Nils Rudolph Allemagne 54 s 31                                                    |
| 200 m                  | Franck Esposito France 1 min 59 s 59                                                                 | Rafał Szukała Pologne 2 min 1 s 01                                                      | Christophe Bordeau France 2 min 1 s 25                                            |
| Quatre nages           | |                                                                                         |                                                                                   |
| 200 m                  | Lars Sørensen Danemark 2 min 2 s 63                                                                  | Christian Gessner Allemagne 2 min 2 s 66                                                | Luca Sacchi Italie 2 min 2 s 93                                                   |
| 400 m                  | Luca Sacchi Italie 4 min 17 s 81                                                                     | Patrick Kühl Allemagne 4 min 17 s 85                                                    | Christian Gessner Allemagne 4 min 19 s 16                                         |
| Relais                 | |                                                                                         |                                                                                   |
| 4 × 100 m nage libre   | Union soviétique Pavel Khnykin Gennadiy Prigoda Venyamin Tayanovich Alexander Popov 3 min 17 s 11    | Allemagne Silko Günzel Nils Rudolph Steffen Zesner Dirk Richter 3 min 18 s 31           | Suède Tommy Werner Göran Titus Anders Holmertz Göran Jansson 3 min 20 s 42        |
| 4 × 200 m nage libre   | Union soviétique Dmitri Lepikov Vladimir Pyshnenko Venyamin Tayanovich Yevgeny Sadovyi 7 min 15 s 96 | Italie Emanuele Idini Roberto Gleria Stefano Battistelli Giorgio Lamberti 7 min 18 s 30 | Allemagne Steffen Zesner Uwe Dassler Christian Keller Jörg Hoffmann 7 min 19 s 13 |
| 4 × 100 m quatre nages | Union soviétique Vladimir Selkov Dmitri Volkov Vyacheslav Kulikov Alexander Popov 3 min 40 s 68      | France Franck Schott Cédric Pénicaud Bruno Gutzeit Christophe Kalfayan 3 min 42 s 15    | Hongrie Tamás Deutsch Norbert Rózsa Péter Horváth Béla Szabados 3 min 42 s 35     |

#### Femmes
| Épreuve                | Médaille d'or                                                                                          | Médaille d'argent                                                                   | Médaille de bronze                                                                        |
| Nage libre             | |                                                                                     |                                                                                           |
| 50 m                   | Simone Osygus Allemagne 25 s 80                                                                        | Catherine Plewinski France 25 s 84                                                  | Inge de Bruijn Pays-Bas 25 s 91                                                           |
| 100 m                  | Catherine Plewinski France 56 s 20                                                                     | Karin Brienesse Pays-Bas 56 s 44                                                    | Simone Osygus Allemagne 56 s 47                                                           |
| 200 m                  | Mette Jacobsen Danemark 2 min 0 s 29                                                                   | Catherine Plewinski France 2 min 0 s 34                                             | Liliana Dobrescu Roumanie 2 min 1 s 77                                                    |
| 400 m                  | Irene Dalby Norvège 4 min 11 s 63                                                                      | Beatrice Câșlaru Roumanie 4 min 12 s 33                                             | Cristina Sossi Italie 4 min 12 s 35                                                       |
| 800 m                  | Irene Dalby Norvège 8 min 32 s 08                                                                      | Jana Henke Allemagne 8 min 32 s 25                                                  | Cristina Sossi Italie 8 min 33 s 79                                                       |
| Dos                    | |                                                                                     |                                                                                           |
| 100 m                  | Krisztina Egerszegi Hongrie 1 min 0 s 31 – RM                                                          | Tünde Szabó Hongrie 1 min 1 s 31                                                    | Dagmar Hase Allemagne 1 min 2 s 42                                                        |
| 200 m                  | Krisztina Egerszegi Hongrie 2 min 6 s 62 – RM                                                          | Tünde Szabó Hongrie 2 min 11 s 42                                                   | Dagmar Hase Allemagne 2 min 12 s 22                                                       |
| Brasse                 | |                                                                                     |                                                                                           |
| 100 m                  | Elena Roudkovskaya Union soviétique 1 min 9 s 05                                                       | Svitlana Bondarenko Union soviétique 1 min 9 s 99                                   | Tania Dangalakova Bulgarie 1 min 10 s 12                                                  |
| 200 m                  | Elena Roudkovskaya Union soviétique 2 min 29 s 50                                                      | Beatrice Câșlaru Roumanie 2 min 32 s 00                                             | Tania Dangalakova Bulgarie 2 min 32 s 09                                                  |
| Papillon               | |                                                                                     |                                                                                           |
| 100 m                  | Catherine Plewinski France 1 min 0 s 32                                                                | Inge de Bruijn Pays-Bas 1 min 1 s 64                                                | Therese Lundin Suède 1 min 1 s 80                                                         |
| 200 m                  | Mette Jacobsen Danemark 2 min 12 s 87                                                                  | Sabine Herbst Allemagne 2 min 14 s 72                                               | Berit Puggard Danemark 2 min 14 s 80                                                      |
| Quatre nages           | |                                                                                     |                                                                                           |
| 200 m                  | Daniela Hunger Allemagne 2 min 15 s 15                                                                 | Beatrice Câșlaru Roumanie 2 min 16 s 68                                             | Marion Zoller Allemagne 2 min 17 s 43                                                     |
| 400 m                  | Krisztina Egerszegi Hongrie 4 min 39 s 78                                                              | Beatrice Câșlaru Roumanie 4 min 44 s 67                                             | Ewa Synowska Pologne 4 min 47 s 92                                                        |
| Relais                 | |                                                                                     |                                                                                           |
| 4 × 100 m nage libre   | Pays-Bas Diana van der Plaats Inge de Bruijn Marieke Mastenbroek Karin Brienesse 3 min 45 s 36         | Allemagne Daniela Hunger Katrin Meissner Dagmar Hase Simone Osygus 3 min 45 s 54    | Danemark Mette Nielsen Gitta Jensen Berit Puggard Mette Jacobsen 3 min 46 s 36            |
| 4 × 200 m nage libre   | Danemark Annette Poulsen Gitta Jensen Berit Puggard Mette Jacobsen 8 min 5 s 90                        | Allemagne Dagmar Hase Manuela Stellmach Simone Osygus Heike Friedrich 8 min 10 s 26 | Pays-Bas Ellen Elzerman Baukje Wiersma Diana van der Plaats Karin Brienesse 8 min 13 s 97 |
| 4 × 100 m quatre nages | Union soviétique Natalya Krupskaya Elena Roudkovskaya Elena Kononenko Yevgeniya Yermakova 4 min 8 s 55 | Allemagne Dagmar Hase Sylvia Gerasch Katrin Meissner Simone Osygus 4 min 10 s 10    | Pays-Bas Ellen Elzerman Kira Bulten Inge de Bruijn Karin Brienesse 4 min 14 s 03          |

### Natation synchronisée
| Épreuve | Médaille d'or                               | Médaille d'argent | Médaille de bronze                   |
| Solo    | Olga Sedakova Union soviétique              | Christina Thalassinidou Grèce | Anne Capron France                   |
| Duo     | Union soviétique Anna Kozlova Olga Sedakova | France Anne Capron Céline Lévêque | Pays-Bas Marjolijn Both Tamara Zwart |
| Équipe  | Union soviétique                            | France Anne Capron Marie Caranta Clarisse Chesneau Delphine Le Floch Céline Lévêque Myriam Lignot Isabelle Manable Delphine Maréchal | Italie                               |

### Plongeon
| Épreuve         | Médaille d'or                        | Médaille d'argent              | Médaille de bronze         |
| Hommes          |                                      |                                |                            |
| Tremplin de 1 m | Andrey Semenyuk Union soviétique     | Peter Böhler Allemagne         | Edwin Jongejans Pays-Bas   |
| Tremplin de 3 m | Albin Killat Allemagne               | Joakim Andersson Suède         | Davide Lorenzini Italie    |
| Haut vol à 10 m | Vladimir Timoshinin Union soviétique | Dmitri Sautin Union soviétique | Bobby Morgan Royaume-Uni   |
| Femmes          |                                      |                                |                            |
| Tremplin de 1 m | Brita Baldus Allemagne               | Irina Lashko Union soviétique  | Conny Schmalfuss Allemagne |
| Tremplin de 3 m | Irina Lashko Union soviétique        | Vera Ilyina Union soviétique   | Brita Baldus Allemagne     |
| Haut vol à 10 m | Elena Mirochina Union soviétique     | Inga Afonina Union soviétique  | Ute Wetzig Allemagne       |

### Water-polo
| Épreuve | Médaille d'or | Médaille d'argent | Médaille de bronze |
| Hommes  | Yougoslavie   | Espagne           | URSS               |
| Femmes  | Hongrie       | Pays-Bas          | Italie             |

## Tableau des médailles
| Rang  | Nation           | Or | Argent | Bronze | Total |
| ----- | ---------------- | -- | ------ | ------ | ----- |
| 1     | Union soviétique | 16 | 7      | 2      | 25    |
| 2     | Allemagne        | 6  | 12     | 11     | 29    |
| 3     | Hongrie          | 5  | 3      | 1      | 9     |
| 4     | Danemark         | 4  | 0      | 2      | 6     |
| 5     | France           | 3  | 5      | 3      | 11    |
| 6     | Espagne          | 2  | 2      | 1      | 4     |
| 7     | Norvège          | 2  | 0      | 0      | 2     |
| 8     | Pays-Bas         | 1  | 3      | 5      | 9     |
| 9     | Italie           | 1  | 2      | 10     | 13    |
| 10    | Royaume-Uni      | 1  | 2      | 2      | 5     |
| 11    | Pologne          | 1  | 2      | 1      | 4     |
| 12    | Yougoslavie      | 1  | 0      | 0      | 1     |
| 13    | Roumanie         | 0  | 4      | 1      | 5     |
| 14    | Suède            | 0  | 1      | 2      | 3     |
| 15    | Grèce            | 0  | 1      | 0      | 1     |
| 16    | Bulgarie         | 0  | 0      | 2      | 2     |
| Total | Total            | 43 | 44     | 43     | 130   |

## Tableau des médailles (bassin de 50 m uniquement)
| Rang  | Nation           | Or | Argent | Bronze | Total |
| ----- | ---------------- | -- | ------ | ------ | ----- |
| 1     | Union soviétique | 9  | 3      | 1      | 13    |
| 2     | Allemagne        | 4  | 11     | 8      | 23    |
| 3     | Hongrie          | 4  | 3      | 1      | 8     |
| 4     | Danemark         | 4  | 0      | 2      | 6     |
| 5     | France           | 3  | 3      | 2      | 8     |
| 6     | Espagne          | 2  | 1      | 1      | 4     |
| 7     | Norvège          | 2  | 0      | 0      | 2     |
| 8     | Italie           | 1  | 2      | 7      | 10    |
| 9     | Pays-Bas         | 1  | 2      | 3      | 6     |
| 10    | Royaume-Uni      | 1  | 2      | 1      | 4     |
| 10    | Pologne          | 1  | 2      | 1      | 4     |
| 12    | Roumanie         | 0  | 4      | 1      | 5     |
| 13    | Suède            | 0  | 0      | 2      | 2     |
| 13    | Bulgarie         | 0  | 0      | 2      | 2     |
| Total | Total            | 32 | 33     | 32     | 97    |